# Muradi, Mundargi
Muradi là một làng thuộc tehsil Mundargi, huyện Gadag, bang Karnataka, Ấn Độ.